# Randy Crawford
Randy Crawford, egentligen Veronica Crawford, född 18 februari 1952 i Macon, Georgia, är en amerikansk jazz- och RnB-sångare.
Hon har varit listplacerad med låtar som Street Life, Almaz och You Might Need Somebody. Crawford var tidigare medlem i The Crusaders.
Crawford uppträdde på klubbspelningar i bland annat Cincinnati och Saint-Tropez, men gjorde sig på allvar ett namn i mitten av 1970-talet i New York, där hon sjöng med jazzmusikerna George Benson och Cannonball Adderley. 
Hon skrev kontrakt med Columbia Records och släppte sin första singel, "Knock On Wood" / "If You Say the Word" 1972. Under en kort tid på Columbia Records spelade Crawford in "Don't Get Caught in Love's Triangle". Hon är också en av sångarna på Fred Wesley & The Horny Horns 'A Blow For Me, A Toot To You (1977).
1978 sjöng Crawford "Hoping Love Will Last", öppningssången på sidan två av Please Don't Touch!, som var det andra soloalbumet av den tidigare Genesis-gitarristen Steve Hackett.
Hon ledde R&B-veteranerna The Crusaders på den transatlantiska hiten "Street Life" (1979). En specialinspelad version presenterades i soundtracket till filmerna Sharky's Machine och Jackie Brown, och dök upp i reklam i början av 2000-talet. Senare spelade hon in för Warner Bros. Records. Crawford utnämndes till "Most Outstanding Performer" vid Tokyo Music Festival 1980. Hon spelade också in kärlekstemat ("People Alone") för filmmusiken till The Competition på MCA Records 1980.
Hennes uppföljande soloinsatser var "One Day I'll Fly Away" (1980) och "You Might Need Somebody" (1981), som blev soulstandard, och en cover på Tony Joe White-låten, populär med Brook Benton, "Rainy Might in Georgia". Albumet, Secret Combination (1981), stannade på UK Albums Chart i sextio veckor, varefter hennes profil sjönk, trots att hon återvände till Storbritanniens topp tio med "Almaz" 1986.  I juni 1981 släppte Crawford också en annan hit, "One Hello", från albumet Windsong. Hon fortsatte att spela in för Warner Bros under hela 1990-talet, men fick ingen stor R&B-hit eller stor crossoverframgång.
På FN-dagen den 24 oktober 1982 sjöng Randy Crawford in John Lennons Give Peace a Chance live i WEA-Metronome studio i Stockholm tillsammans med Mariaskolans barnkör. Dirigent var Annike Jansson-Hallin och producent Anders Burman. Utgiven på singel Warner Bros Records WB 929827-7. På baksidan finns Randy Crawfords egen komposition Don't Come Knockin' från albumet Windsong producerat av Tommy LiPuma.
Naked And True (1995) tog Crawford tillbaka till sina rötter: det inbegrep George Bensons "Give Me the Night" och bekräftade hennes soularv genom att presentera Funkadelic-medlemmarna Bootsy Collins, Bernie Worrell och Fred Wesley Horns. Hon hade sina största framgångar under årtiondet när den växande stjärnan Shola Ama hade en världsomspännande hit med sin 1997-cover av "You Might Need Somebody".
Crawford spelade in en livesession med Joe Sample den 24 juli 2007 i Abbey Road Studios för Live från Abbey Road. Avsnittet delade hon med David Gilmour och Amos Lee visades på Sundance Channel i USA och Channel 4 i Storbritannien.
Hon har sjungit med Bootsy Collins, Johnny Bristol, Quincy Jones, Al Jarreau, Rick Springfield, Katri Helena, Michael Kamen, Zucchero, David Sanborn, Steve Hackett, det spanska bandet Presuntos Implicados, det norska jazzrockbandet Lava och Joe Sample bland andra.
Randy Crawford skulle ha uppträtt på turnén "Farewell Southafrika" i Kapstaden och Pretoria i oktober 2018 men den avbröts på grund av sjukdom. Turnén skulle ha varit Crawfords sista innan hon gick i pension.

### Fotnoter
1. ↑  Gemeinsame Normdatei, läst: 27 april 2014.[källa från Wikidata]
2. ↑  ”Deep Soul: The Crusaders featuring Randy Crawford - "Street Life"” (på engelska). 24 september 2012. http://blindedbysound.com/features/deepsoul/deep-soul-the-crusaders-featuring-randy-crawford-street-life/. Läst 21 september 2020.
3. 1 2 3 4 5  Roberts, David (1998). Guinness Rockopedia (1st). London: Guinness Publishing Ltd. Sid. 100. ISBN 0-85112-072-5. https://archive.org/details/guinnessrockoped0000unse/page/100.
4. ↑   (på engelska) Billboard Magazine, Issue 84. Billboard. 1972-10-14. https://archive.org/details/bub_gb_PygEAAAAMBAJ. Läst 24 december 2020.
5. ↑  ”Biography for Randy Crawford (I)” (på engelska). IMDb. https://www.imdb.com/name/nm0186932/bio.
6. 1 2 3 4  [Randy Crawford på Allmusic (engelska) ”Biography by Ron Wynn”] (på engelska). AllMusic. Randy Crawford på Allmusic (engelska). Läst 24 december 2020.[död länk]
7. ↑  ”A Blow for Me, a Toot to You - Fred Wesley & the Horny Horns, Fred Wesley - Credits” (på engelska). AllMusic. https://www.allmusic.com/album/a-blow-for-me-a-toot-to-you-mw0000602306/credits. Läst 24 december 2020.
8. ↑  Collins, Phil; Banks, Tony; Gabriel, Peter; Mike Rutheford; Steve Hackett (2007). Genesis: Chapter and Verse. Macmillan. Sid. 186. ISBN 0312379560. https://books.google.com/books?id=BCpUT3K-DzcC&pg=RA1-PA186.
9. ↑  ”People Alone by Randy Crawford - Songfacts” (på engelska). Songfacts.com. https://www.songfacts.com/facts/randy-crawford/people-alone. Läst 24 december 2020.
10. ↑  ”Randy Crawford / Lalo Schifrin - Love Theme - The Competition (People Alone)” (på engelska). Discogs.com. https://www.discogs.com/Randy-Crawford-Lalo-Schifrin-Love-Theme-The-Competition-People-Alone/release/3226921. Läst 22 december 2020.
11. ↑  ”Live From Abbey Road: Show 8” (på engelska). TV.com. http://www.tv.com/shows/live-from-abbey-road-uk/show-8-1107940/. Läst 24 december 2020. Arkiverad 29 november 2018 hämtat från the Wayback Machine. ”Arkiverade kopian”. Arkiverad från originalet den 29 november 2018. https://web.archive.org/web/20181129184258/http://www.tv.com/shows/live-from-abbey-road-uk/show-8-1107940/. Läst 24 december 2020.
12. ↑  ”Randy Crawford - Credits - AllMusic” (på engelska). AllMusic. https://www.allmusic.com/artist/randy-crawford-mn0000333573/credits. Läst 24 december 2020.
13. ↑  ”Randy Crawford's SA farewell concert cancelled due to medical setback” (på engelska). 702. https://www.702.co.za/articles/320257/randy-crawford-s-sa-farewell-concert-cancelled-due-to-medical-setback.
14. ↑  ”Randy Crawford is coming to South Africa for farewell tour” (på engelska). SowetanLIVE. https://www.sowetanlive.co.za/entertainment/2018-06-12-randy-crawford-is-coming-to-south-africa-for-farewell-tour/.